# Lubor Tesař
Pour les articles homonymes, voir Tesar.
Lubor Tesař, né le 11 mai 1971 à Plzeň, est un coureur cycliste tchèque. Professionnel de 2000 à 2006, il a été champion de Tchécoslovaquie puis de République tchèque à deux reprises.

## Palmarès
- 1990
  - 4e étape du Tour d'Autriche
- 1991
  - Košice-Tatry-Košice
  - Tour de Basse-Saxe :
    - Classement général
    - 10ea étape (contre-la-montre)

  - Prologue du Tour d'Autriche
- 1992
  - Tour de Slovaquie
- 1993
  -  Champion de Tchécoslovaquie sur route
  - Brno-Velká Bíteš-Brno
  - 2e, 4e et 6e étapes de la Course de la Paix
  - 5e et 7e étapes du Tour de Basse-Saxe
  -  Médaillé de bronze du championnat du monde sur route amateurs
  - 3e du Tour de Basse-Saxe
- 1994
  -  Champion de République tchèque sur route
- 1995
  - Brno-Velká Bíteš-Brno
- 1999
  - 6e étape du Tour de Serbie
  - 3e de Brno-Velká Bíteš-Brno
- 2000
  - 4e et 5e étapes du Tour de Serbie
  - 2e du Tour de Serbie
  - 2e du championnat de République tchèque du contre-la-montre
  - 3e du GP Weltour
- 2001
  - Trofej Plava Laguna 5
  - 1re et 4e étapes du Tour du Cap
  - 2e du Tour de Saxe
  - 3e du Tour du Cap
  - 3e du Rund um Düren
- 2002
  - Rund um Düren
  - 2e, 3e et 7e étapes du Tour de Beauce
  - 3e du Tour de Beauce
- 2003
  -  Champion de République tchèque sur route
  - 6e étape du Tour de Beauce
  - 3e du Mémorial Henryka Lasaka
  - 3e du Tour de Bochum
- 2004
  - 3e étape du Tour du Cap
  - Tour de Bohême
    - Classement général
    - 1re étape

  - 2e du Tour de Bochum
  - 3e du championnat de République tchèque du contre-la-montre
  - 3e du Tour du Cap
- 2005
  - Tour de Bochum
- 2006
  - 7e étape de la Course de la Paix
  - 2e du Prague-Karlovy Vary-Prague

## Classements mondiaux
| Année           | 2005 | 2006 |
| --------------- | ---- | ---- |
| UCI Europe Tour | 162e | 658e |

## Récompenses
- Cycliste tchèque de l'année : 1993